# Die Studentin
Die Studentin (Originaltitel: L’Étudiante) ist ein französisch-italienischer Liebesfilm aus dem Jahr 1988. Er ist nach La Boum – Die Fete und La Boum 2 – Die Fete geht weiter die dritte Zusammenarbeit zwischen Regisseur Claude Pinoteau und Hauptdarstellerin Sophie Marceau. Da er einem ähnlichen Muster folgt, ist er landläufig auch unter dem Titel La Boum 3 bekannt.

## Handlung
Bei einem Skiausflug begegnet der Musiker Edouard der bildschönen Lehramtskandidatin Valentine. Der deutlich ältere Edouard ist von Valentine sichtlich hingerissen. Kurzerhand verabredet er sich mit ihr zu einem Rendezvous, das in einer Liebesnacht endet. Tags darauf geht Edouard mit seiner Band auf Frankreich-Tournee, und Valentine zieht in eine Wohngemeinschaft ein, deren Adresse Edouard nicht kennt. Trotz dieser Schwierigkeiten kommt es zu einem Wiedersehen, bei dem sich beide letztlich ihre gegenseitige Liebe gestehen.
Zwischen Valentine und Edouard entfaltet sich eine leidenschaftliche Liebesbeziehung. Wann auch immer Edouard sich zwischen Live-Gig und Studio-Aufnahme frei machen kann, trifft er sich mit Valentine, die ihrerseits, auf Edouards Anrufe wartend, die Nächte durchwacht oder mit dem Zug von Paris nach Dijon fährt, um Edouard zu sehen. Die Romantik wird jedoch schon bald getrübt von Eifersucht, Egoismus, fehlendem Verständnis für die Bedürfnisse des anderen und schließlich Untreue: Edouard geht mit Patricia, einem Mitglied seiner Band, fremd. Doch auch unabhängig von diesem Fehlschlag steht die Beziehung auf der Kippe. Die sehr unterschiedlichen Lebensumstände der beiden – Valentine bestreitet ihr Staatsexamen, während Edouard an der Komposition eines Filmmusikthemas arbeitet – erschweren die Gemeinsamkeit zunehmend.
Am Abend, als Valentine ihr bestandenes schriftliches Examen feiert, streiten sich beide heftig. Dennoch: Als Edouard Valentine anbietet, dass sie bei ihm wohnen kann, ist sie darüber sehr glücklich und nimmt dankend an. Als sie jedoch dem Seitensprung Edouards auf die Schliche kommt – Edouard hatte versehentlich ein Gespräch mit seinem Band-Kumpel auf dem Anrufbeantworter mitgeschnitten, in dem er sowohl von seiner Nacht mit Patricia berichtet, als auch seine Beziehung zu Valentine in Frage stellt – macht Valentine Edouard vor versammeltem Publikum eine Szene. Zudem erfährt Edouard, dass der Auftrag der Komposition einer Filmmusik bereits an jemand anderen vergeben wurde.
Am Tag, als Valentine die mündlichen Prüfung zu absolvieren hat, verschafft sich Edouard Zutritt zu den Prüfungsräumen der Universität, um mit Valentine reinen Tisch zu machen und seine Liebe zu ihr zum Ausdruck zu bringen. Für Valentine ist es der falsche Moment, denn sie wird gerade zur Prüfung gerufen. Passenderweise behandelt ihr Prüfungsthema die Liebe und die Komik. Ihr ausschweifender Vortrag, in den sie ihre privaten Erfahrungen einbezieht, ist gleichzeitig eine Art Konklusion des Films: Niemand könne von einem anderen verlangen, dass er von ihm so geliebt werde, wie er es erwartet, denn dies wäre der Gipfel des Egoismus. In einer letzten Szene fallen sich Valentine und Edouard in die Arme.

## Hintergrund
Die Musik zum Film stammt von Vladimir Cosma (z. B. You Call It Love).
Die Firmen Gaumont Production und TF1 Production waren an der Produktion beteiligt. Ebenfalls besitzt die Firma Gaumont auch die Vertriebsrechte in Frankreich. In Deutschland besitzen die Firmen Starlight und Kinowelt Home Entertainment die Vertriebsrechte und im nordamerikanischen Raum ist es die Firma Action Film.
Am 5. Oktober 1988 erschien der Film in den französischen Kinos, in den deutschen Kinos am 1. Juni 1989, im September 1989 in Japan, in Schweden am 4. Mai 1990 und in der DDR am 6. Juli 1990.

## Kritik
„Dramaturgisch schwache, hölzerne Liebeskomödie mit stereotypen Figuren, die erst gegen Ende etwas mehr Tiefe in der Beschreibung menschlicher Beziehungen gewinnt; übertönt von einer lauten Klang-Sauce, beeindruckt der Film allenfalls durch das frische Spiel der jungen Hauptdarstellerin.“

## Synchronisation
| Rolle                | Darsteller         | Synchronsprecher  |
| -------------------- | ------------------ | ----------------- |
| Valentine Ezquerra   | Sophie Marceau     | Bettina Spier     |
| Edouard Jansen (Ned) | Vincent Lindon     | Uwe Paulsen       |
| Celine               | Élisabeth Vitali   | Rebecca Völz      |
| Charly               | Jean-Claude Leguay | Ulrich Gressieker |